# Arena Trèves
 (avril 2025).
Arena Trêves est une salle omnisports située à Trèves, en Allemagne. 

## Histoire
C'est la salle habituelle du club de basket de Trèves Gladiators Trier depuis 2015.

## Événements
- Championnat du monde de handball féminin 2017, du 1er au 17 décembre 2017.